# Међународни дан Малог Принца

Међународни дан Малог Принца (The International Little Prince Day) обележава се 29. јуна на дан рођења Антоана де Сент-Егзиперија, 29. јуна 1900. године. Фондација Антоан де Сент Егзипери покренула је иницијативу за обележавање Дана Малог Принца који је установљен 2020. године.

## Обележавање Међународног дана Малог Принца
Међународни дан Малог Принца се прославља широм света ради промовисања вредности и универзалности Малог Принца. Овај дан има за циљ да уједини бројне иницијативе око порука наде, мира и поштовања. Креативност, машта, учење, детињство, вредности су које се обележавају на Међународни дан Малог Принца. Широм света организују се акције и догађаји како би подстакли креативност и оживели је. Сви догађаји имају за циљ да уједине људе око порука наде, мира и поштовања.
У години почетка обележавања Међународног дана Малог Принца, 2020-е, прослављао се и 120-и рођендан Антоана де Сент Егзиперија.

### Међународни дан Малог Принца у Србији
У Србији се овај дан обележава низом активности. У библиотекама се организују програми за децу: разговори о књизи, Малом Принцу, лисици и осталим ликовима, литерарни и ликовни конкурси, радионице и друге различите манифестације.